# Bálint Szeghalmi
Bálint Szeghalmi [ˈbaːlint ˈsɛkhɒlmi] (* 16. September 1980 in Budapest) ist ein ehemaliger ungarischer Radrennfahrer.

## Karriere
Bálint Szeghalmi schaffte es in der U23-Klasse bei der nationalen Cyclocross-Meisterschaft insgesamt viermal auf das Podium, konnte aber nie gewinnen. Auch in der Elite-Klasse wurde er einmal Zweiter und einmal Dritter. 2007 fuhr Szeghalmi für das ungarische Continental Team Cornix. In seinem ersten Jahr dort gewann er eine Etappe bei der Tour de Pécs und wurde nationaler Meister im Straßenrennen. Im Jahr 2011 fuhr er für das italienische UCI ProTeam Lampre-ISD und beendete anschließend seine Karriere.

## Erfolge
2007
- Ungarischer Meister – Straßenrennen

## Teams
- 2007 Team Cornix
- 2008 Cinelli-OPD
- 2009 Tusnad Cycling Team
- 2010 Tusnad Cycling Team
- 2011 Lampre-ISD